# Cathédrale Saint-Jean-Baptiste de Bazas
Cette ancienne cathédrale n’est pas la seule cathédrale Saint-Jean-Baptiste.
La cathédrale Saint-Jean-Baptiste de Bazas est une église catholique romaine. Elle est située dans la ville de Bazas, dans le département français de la Gironde.

## Présentation
Cette église fut le siège du diocèse de Bazas jusqu'à la Révolution française. Lors du Concordat de 1801, ce dernier ne fut pas restauré mais divisé entre l'archidiocèse de Bordeaux, le diocèse d'Agen et celui d'Aire. En 1937, le diocèse de Bazas fut rétabli symboliquement au profit de l'archevêque de Bordeaux qui depuis porte en plus le titre d'évêque de Bazas. L'église est depuis lors cocathédrale de l'archidiocèse de Bordeaux.

## Historique
Grégoire de Tours, dans De gloria plurimorum martyrium, cite un évêque de Bazas au cours de l'invasion des Vandales, au Ve siècle et évoque un siège de Bazas en 406. Il cite aussi une dame de Bazas qui serait venue à Jérusalem, et, après avoir fait des présents au bourreau, aurait recueilli dans un flacon le sang de saint Jean-Baptiste pendant son exécution. Elle serait revenue à Bazas et aurait déposé ce flacon dans l'église. La cathédrale est alors dédiée à saint Jean-Baptiste. L'évêque Sextilius a envoyé un représentant du diocèse au concile d'Agde, en 506, et a été présent au concile d'Orléans, en 541. L'évêque Oreste est mentionné par Grégoire de Tours, en 584 et participe au concile de Mâcon, en 585. L'évêque Gudualdus participe au concile de Paris, en 614. L'évêque Gundulfus participe au concile de Bordeaux, en 673.
Les Wisigoths se sont rendus maîtres de la Guyenne après la donation faite par l'empereur Honorius. Étant ariens, ils ont lutté contre les évêques catholiques. Pierre, évêque de Bazas en 437, est cité pour un miracle vingt ans plus tard par Grégoire de Tours. Faustus, secrétaire de Théodoric, roi d'Italie, a été évêque de Bazas, en 494, et a écrit un texte contre les ariens.
La cathédrale aurait été ruinée par les Normands en 853. La cathédrale n'a été relevée de ses ruines à la fin du XIe siècle, par l'évêque de Bazas, Raymond II, en 1070. La cathédrale romane est continuée par son successeur Raymond III et dédiée par le pape Urbain II, en 1095. Il en reste la souche du clocher.
La cathédrale a été reconstruite sur le modèle des grandes cathédrales gothiques du Nord de la France. L'intérieur consiste en un long vaisseau sans transept. La première pierre est posée en 1233 par Arnaud de Tontolon, sénéchal d'Agenais. Seguin, archidiacre de la cathédrale, est operarius, c'est-à-dire chargé des finances pour sa construction. Le 9 septembre 1243, le roi d'Angleterre accorde 30 marcs à la fabrique. En 1253, il ordonne de remettre à l'œuvre de la cathédrale les matériaux des maisons qu'il ordonne d'abattre. Amanieu d'Albret donne 500 sous à la fabrique en 1263. En 1283, Guillaume-Arnaud de Ladils donne 100 sous. Jean Du Mirail cède à la fabrique le cinquième de la dîme de Langon, en 1296. Le 6 août 1313, Clément V accorde une indulgence pour l'œuvre du chevet de la cathédrale. Il aide l'évêque qui veut réédifier et d'agrandir la cathédrale. On travaille encore à la cathédrale en 1372. Le dallage est refait en 1489. En 1520-1528, le chapitre fait un procès contre l'évêque pour l'obliger à participer aux frais de la construction de la cathédrale. Le parlement le condamne à donner chaque année 1 000 livres. Le maître d'œuvre de la cathédrale Saint-André de Bordeaux, Mathelin Gallopin (†1536), est souvent venu à Bazas entre 1530 et 1535. Il a probablement dirigé le chantier de la cathédrale et a probablement dirigé la partie de la façade occidentale au niveau de la rose. La façade de la cathédrale est terminée en 1537.
Les calvinistes prennent la ville de Bazas en 1561 et saccagent la cathédrale. Ils reviennent en 1577 et 1578. Ils détruisent la cathédrale, sauf la façade pour la conservation de laquelle les habitants ont payé la somme de 10 000 écus.
La cathédrale est reconstruite sur le modèle de celle qui a été détruite sous le pontificat de l'évêque Arnaud de Pontac, entre 1583 et 1605, date de sa mort. Il a légué 12 000 écus pour la reconstruction des voûtes hautes. Son frère, Geoffroi, président au parlement de Bordeaux, ainsi que son fils, ont achevé la construction en 1635. Une inscription latine commémore cette fin des travaux.
Le 1er janvier 1723, un ouragan a abattu une partie de la façade ainsi que les deux premières voûtes de la cathédrale. Le couronnement à fronton et ailerons de la façade date de 1725.

## Description

### Façade occidentale
La façade occidentale se développe sur trois niveaux :
- le niveau inférieur comprend les trois portails remontant au milieu du XIIIe siècle,
- le niveau intermédiaire avec la <rose flamboyante construite au XVIe siècle, avant 1537, probablement réalisé sous la maîtrise d'œuvre de Mathelin Gallopin, maître d'œuvre de la cathédrale Saint-André de Bordeaux,
- le niveau supérieur reconstruit après l'ouragan de 1723, terminé en 1725.

#### Portail central
.

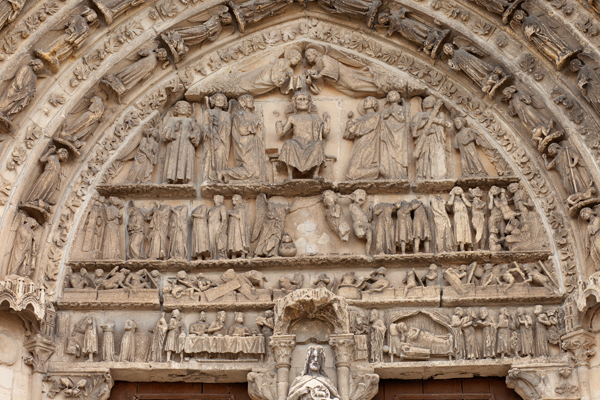
Tympan du portail central.

Le tympan du portail, au-dessus du linteau consacré  à l'histoire de saint Jean-Baptiste, de sa nativité à son martyre, représente le thème du Jugement dernier. Il est divisé en trois registres :
- Résurrection des morts,
- Séparation des bons et des méchants,
- Christ en Majesté, entre la Vierge, saint Jean et des anges porteurs des instruments de la Passion.

Les voussures comprennent 80 statuettes : les trois premières portent des anges, la quatrième comprennent des martyrs portant leur palme et des saints, sur la cinquième sont représentés des saints.

#### Portail sud
.

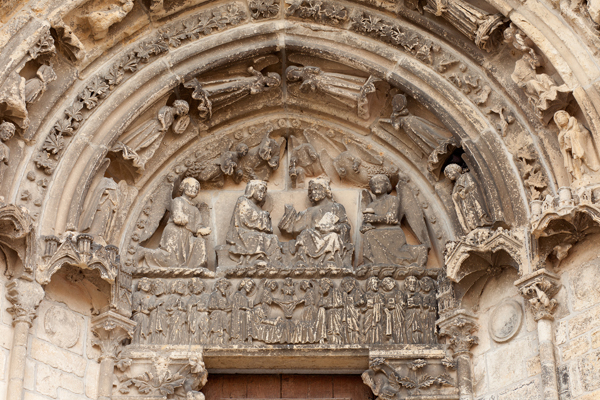
Tympan du portail sud.

Le portail sud a pour thème le Couronnement de la Vierge. Le linteau représente la Dormition. Sur les voussures est d'abord représenté un chœur angélique, puis des épisodes de la vie de Marie, de sa naissance à la Fuite en Égypte, le troisième cordon est consacré au thème de l'Arbre de Jessé avec huit personnages, le quatrième est dédoublé en deux séries parallèles, les travaux des mois et le zodiaque.

#### Portail nord
.

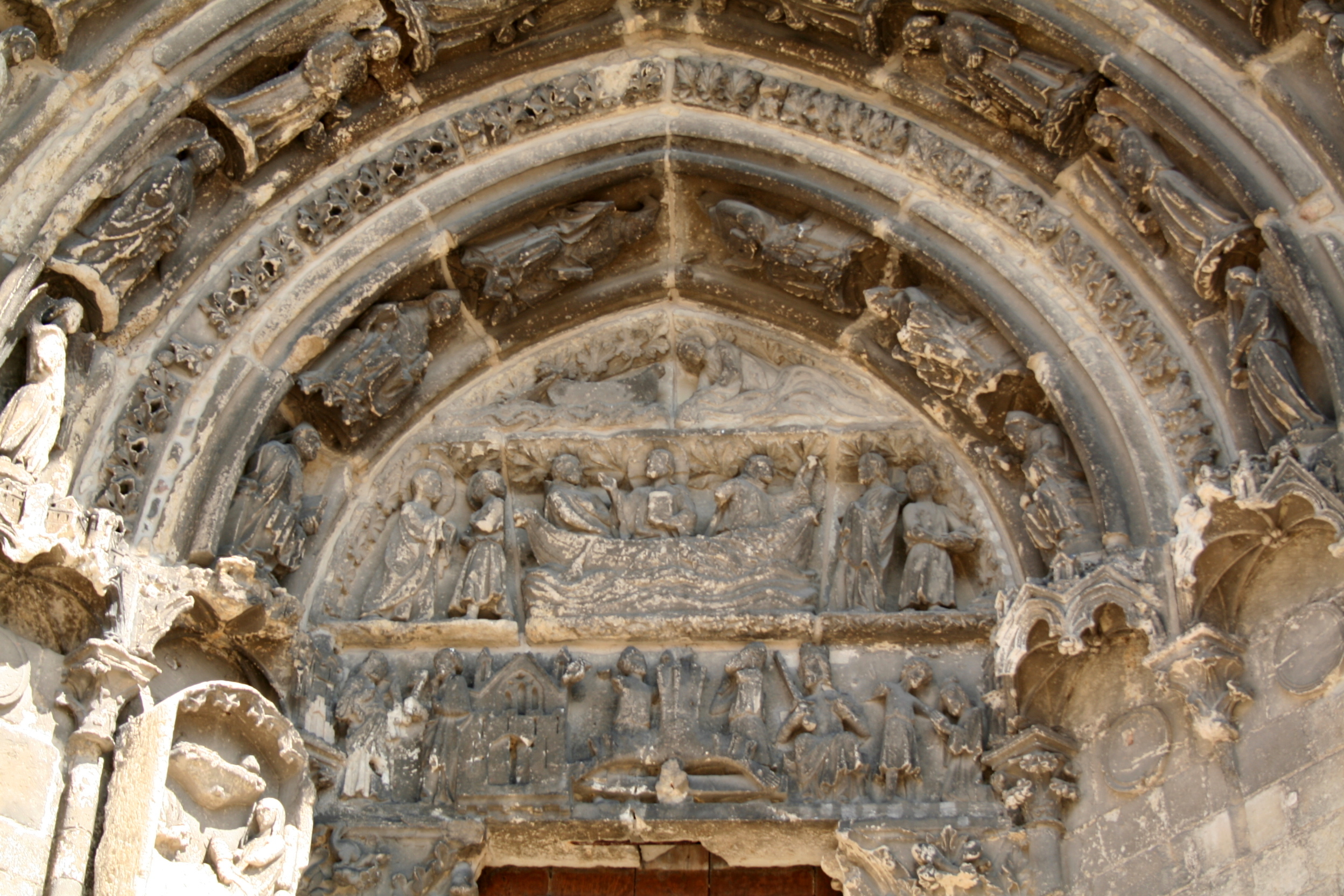
Tympan du portail nord.

Le tympan du portail nord est consacré à saint Pierre qui est aussi un patron de la cathédrale. Au centre est représenté l'épisode de la pêche miraculeuse dans le lac de Tibériade. Sur le linteau sont représentés, à gauche, la remise des clefs à saint Pierre, au centre sa crucifixion, à droite, Néron en justicier et décollation de saint Paul. La voussure inférieure représente six prélats. Sur la troisième voussure sont sculptées dix figures représentant la parabole des dix vierges. La dernière voussure est dédoublée comme sur le portail sud. Il est consacré à la Création, la Chute et l'histoire de Caïn et Abel.

## Classement UNESCO
L'édifice est classé sur la liste du patrimoine mondial de l'Unesco en 1998, au titre des chemins de Saint-Jacques-de-Compostelle en France.

## Protection
La cathédrale a été classée au titre des monuments historiques en 1840.

## L'orgue
Avant l'instrument actuel, la cathédrale a possédé des orgues depuis au moins le XVIe siècle ; le premier fut détruit par les protestants lors des guerres de Religion ; le remplaçant fut détruit par les révolutionnaires le 20 octobre 1793.
Un nouvel instrument fut construit en 1837, remplacé en 1878 par un autre construit par le facteur Georges Wenner qui a subi ensuite quelques transformations.
Enfin, en 1979, la partie instrumentale de Wenner est remplacée par une nouvelle terminée par Robert Chauvin en 1983, qui conserve cependant de nombreux tuyaux de Wenner. Il y a eu un relevage par Bernard Raupp en 2001.
L'orgue possède donc aujourd'hui 26 jeux répartis sur 2 claviers et pédalier. Les tractions des claviers et des registres sont mécaniques. Le buffet, d'esthétique classique, est peint vert et or.

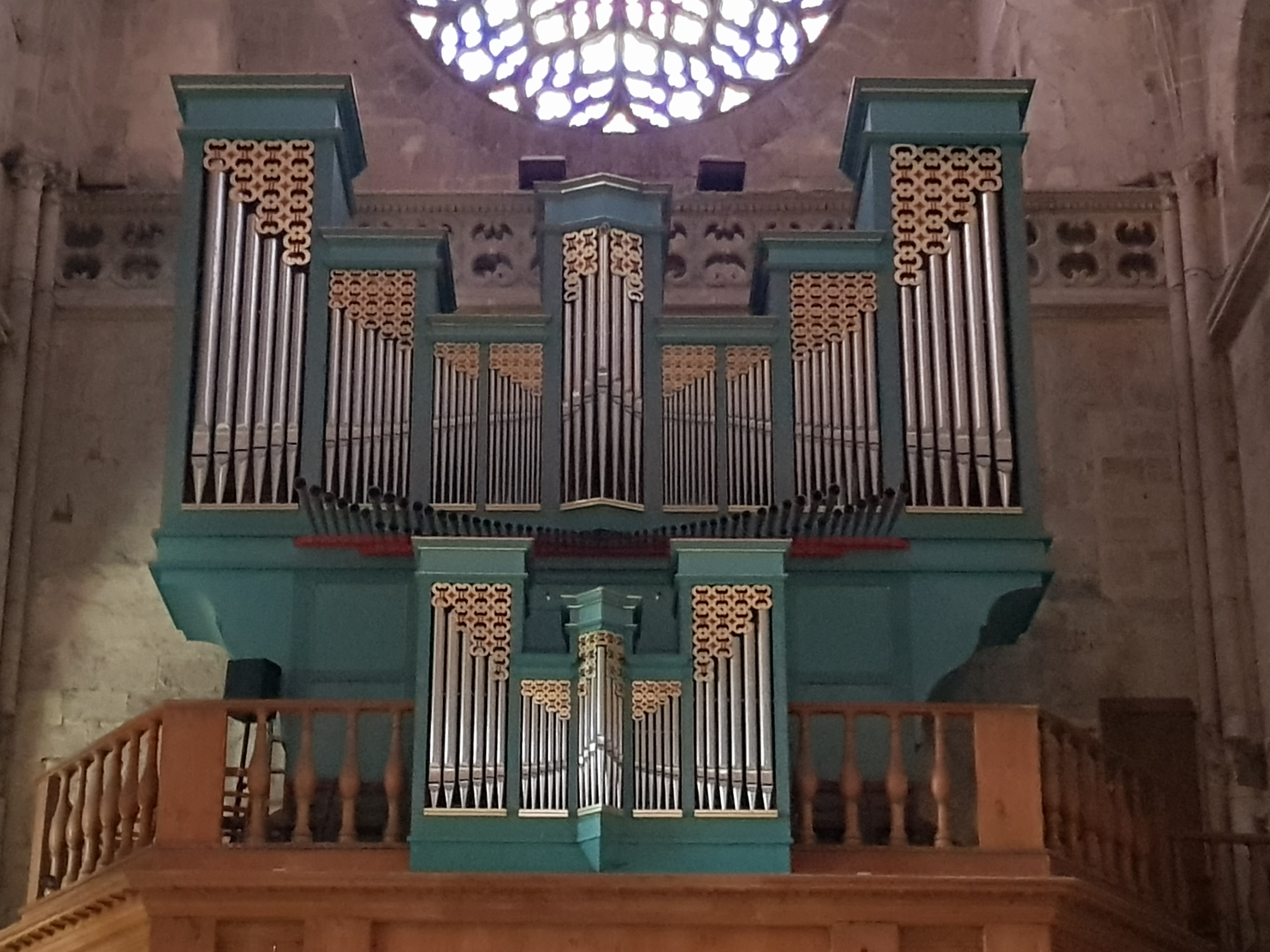
Orgue de la cathédrale de Bazas (Gironde).

Composition
| Grand-Orgue 56 notes |
| Montre 8'            |
| Flûte ouverte 8'     |
| Bourdon 8'           |
| Prestant 4'          |
| Quinte 2 2/3'        |
| Quarte 2'            |
| Fourniture           |
| Cymbale              |
| Cornet V             |
| Voix humaine 8'      |
| Trompette 8'         |
| Clairon 4'           |

| Positif de dos 56 notes |
| Bourdon 8'              |
| Montre 4'               |
| Flûte à cheminée 4'     |
| Nasard 2 2/3'           |
| Doublette 2'            |
| Tierce 1 3/5'           |
| Plein-Jeu III           |
| Cromorne 8'             |

| Pédale 30 notes |
| Soubasse 16'    |
| Flûte 8'        |
| Flûte 4'        |
| Bombarde 16'    |
| Trompette 8'    |
| Clairon 4'      |

## Galerie

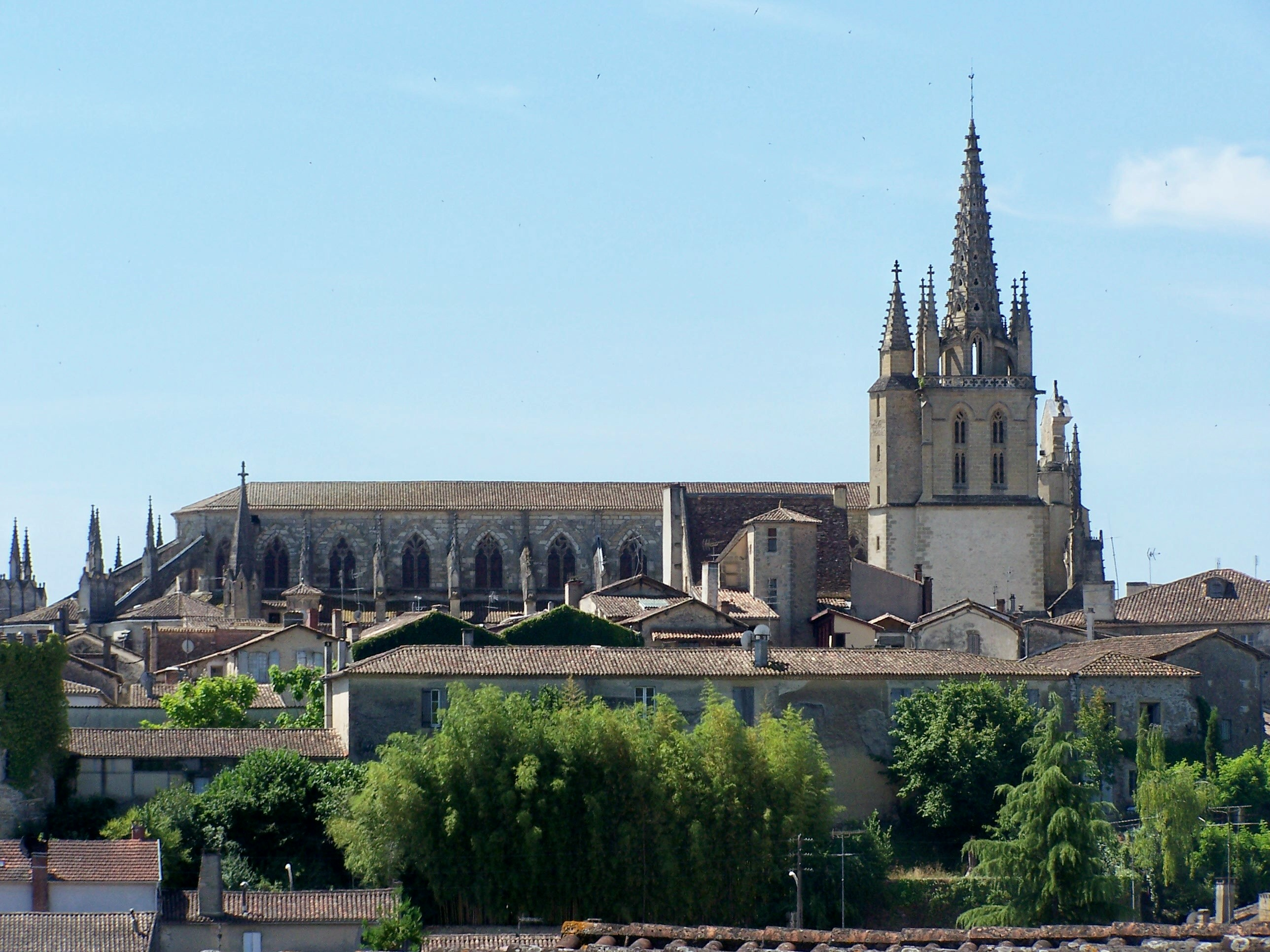
L'église vue du nord.
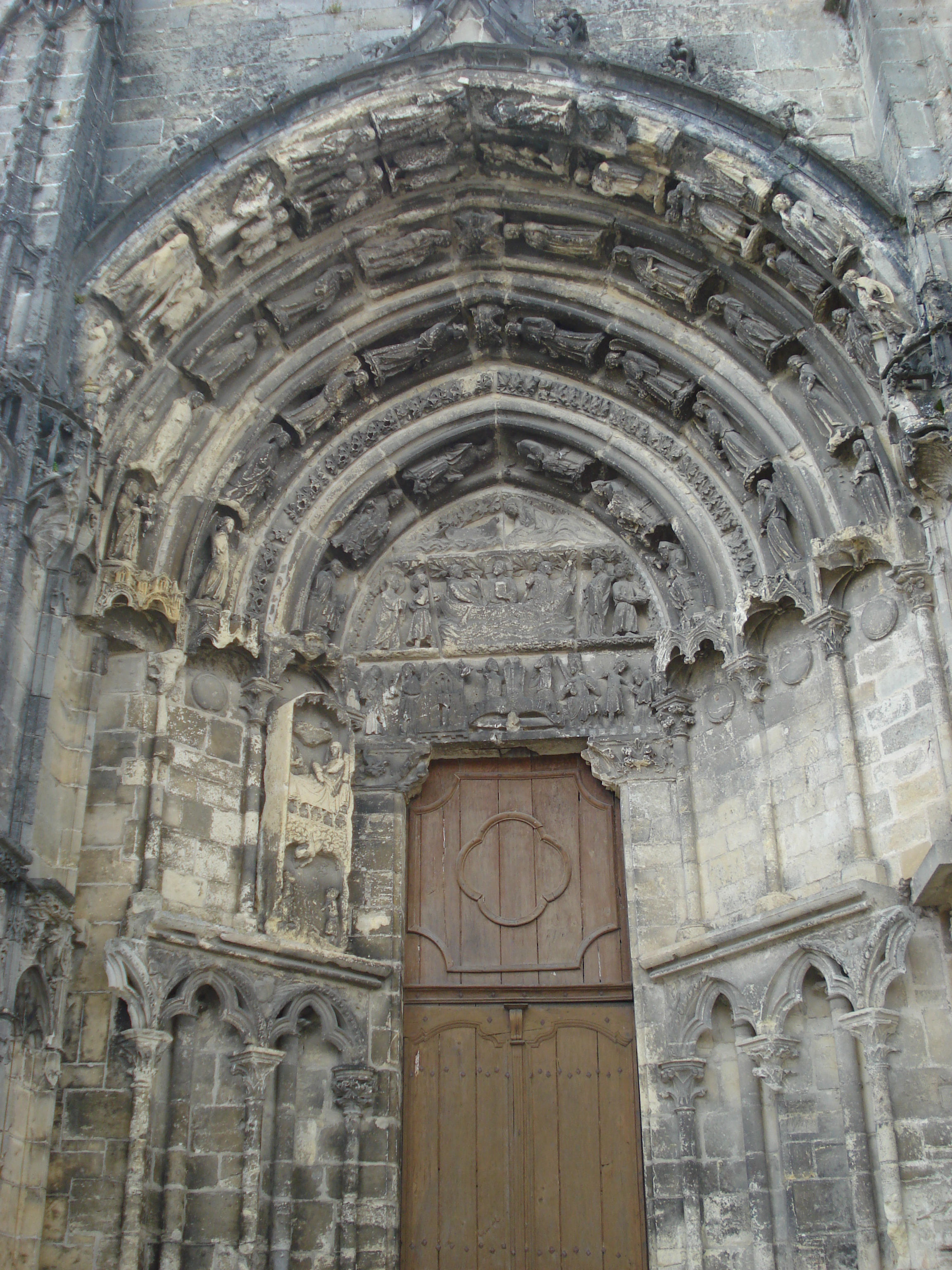
Portail nord.
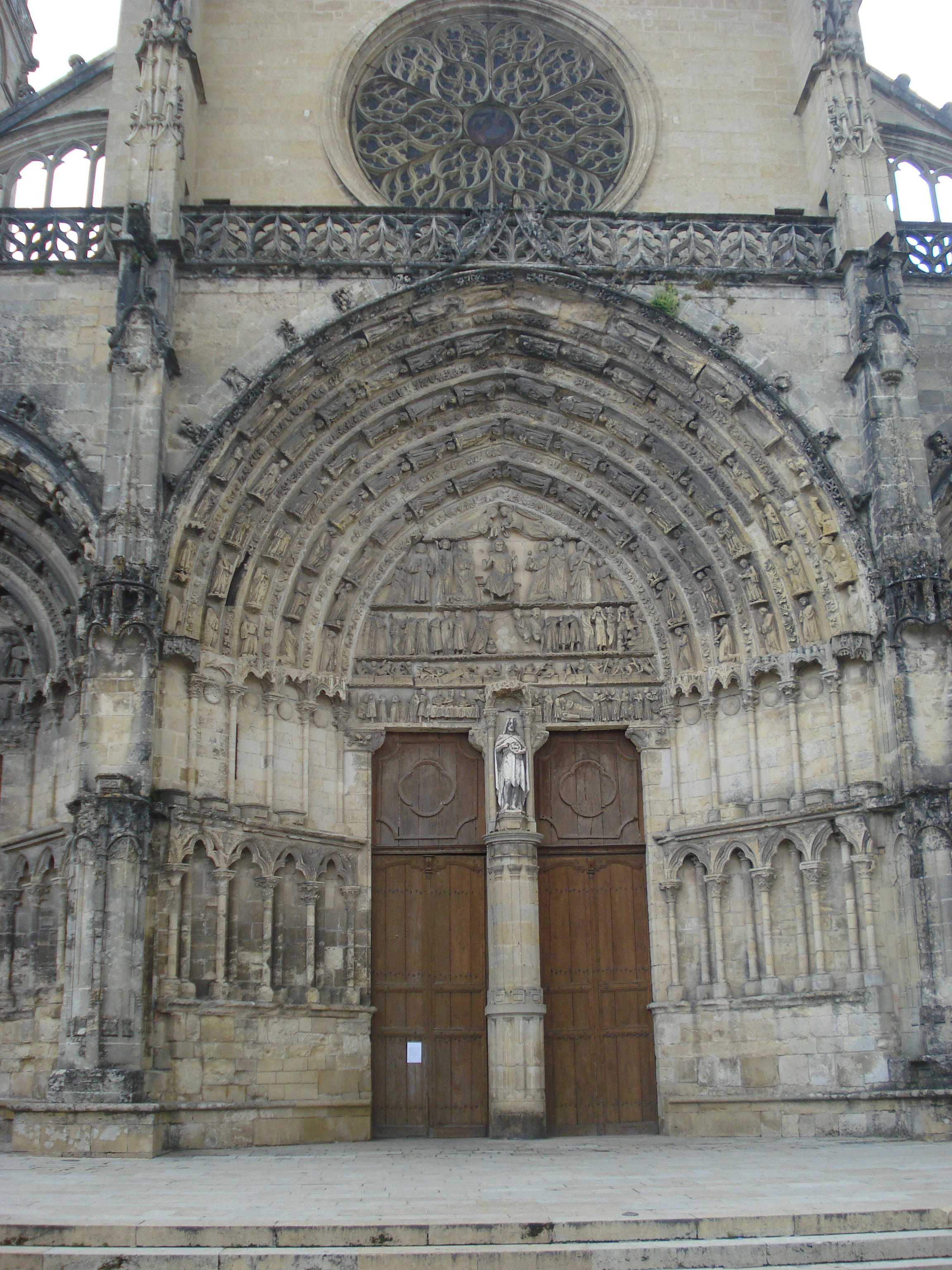
Portail central.
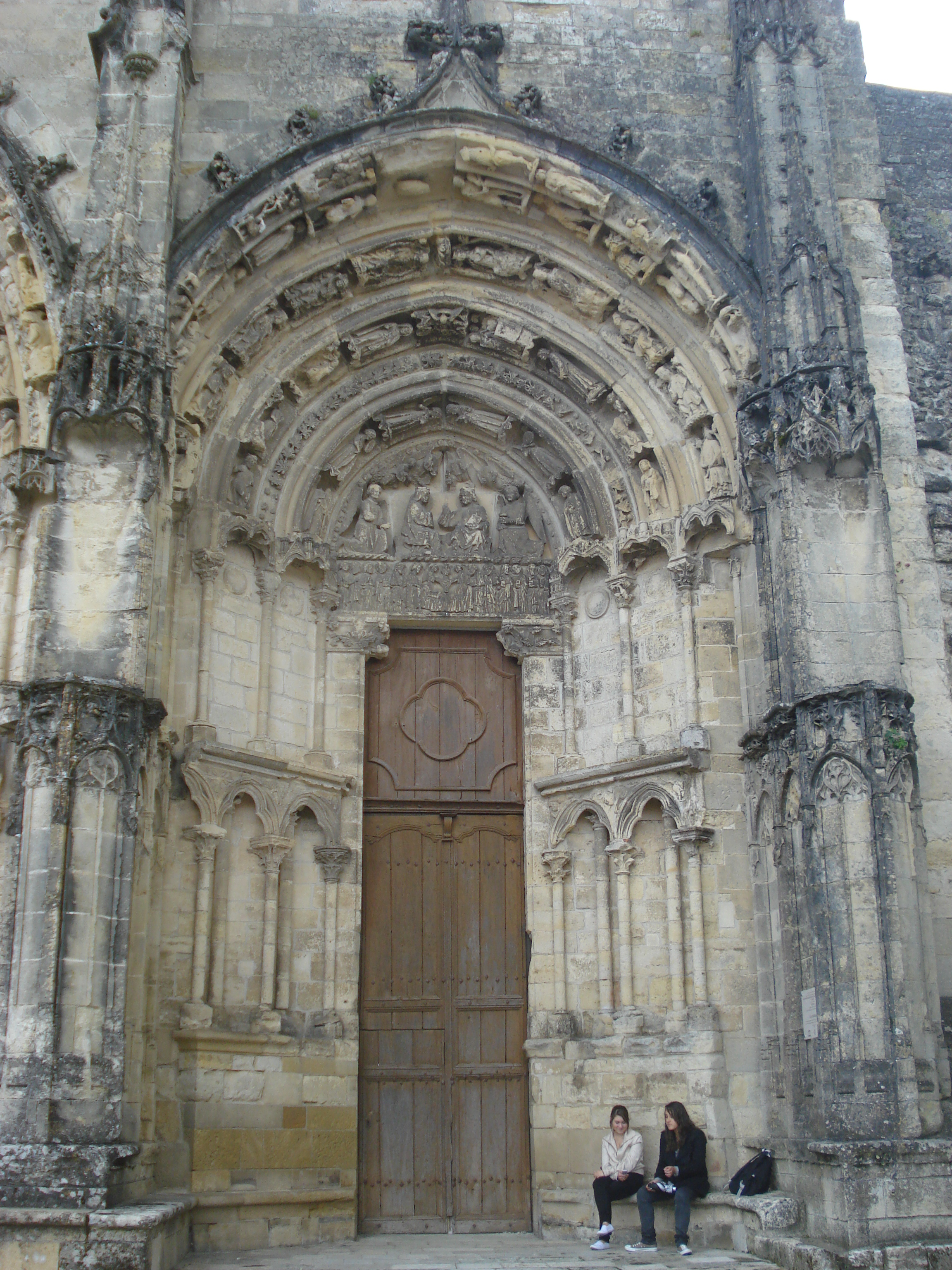
Portail sud.
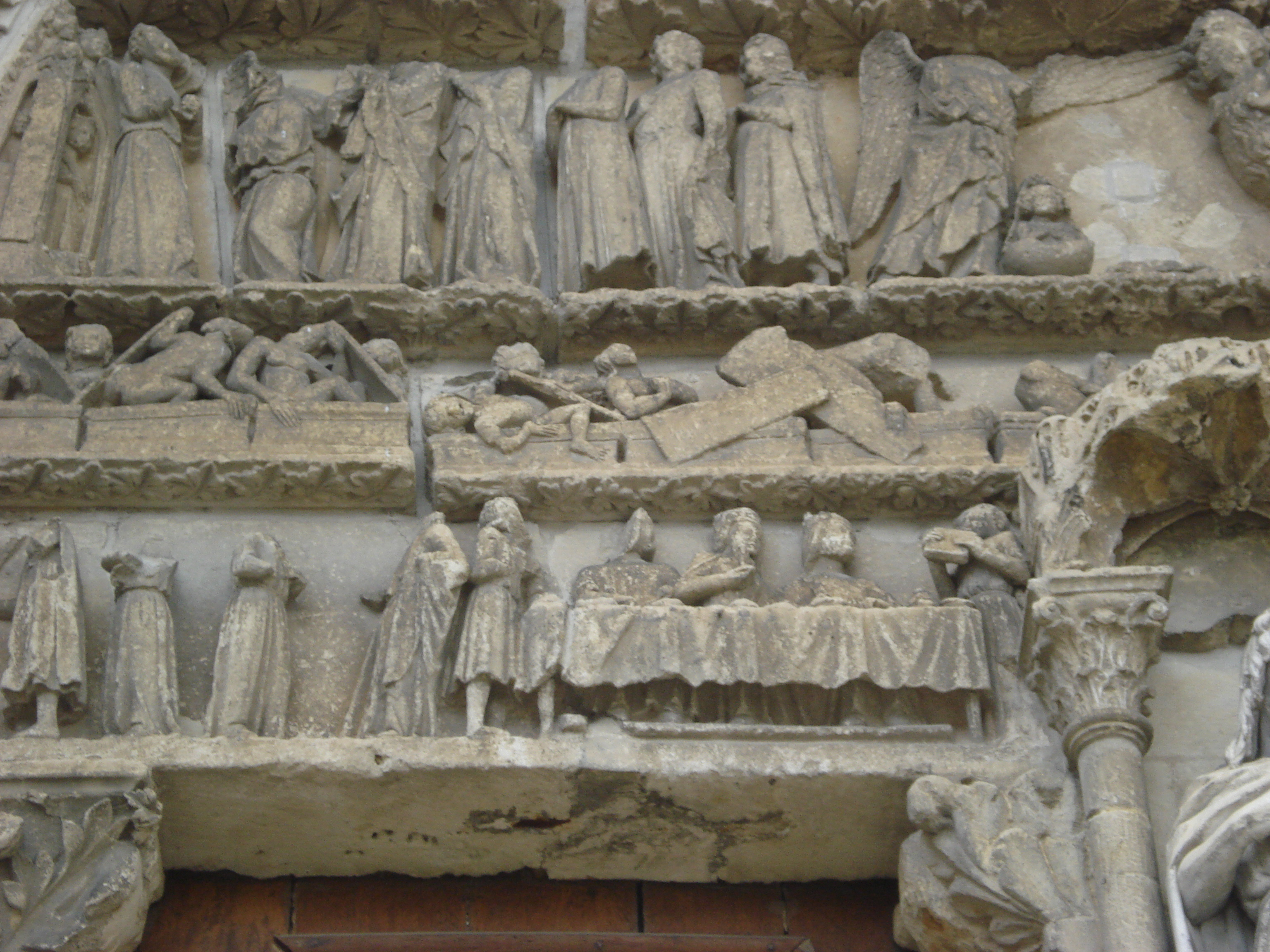
Tympan central, moitié gauche.
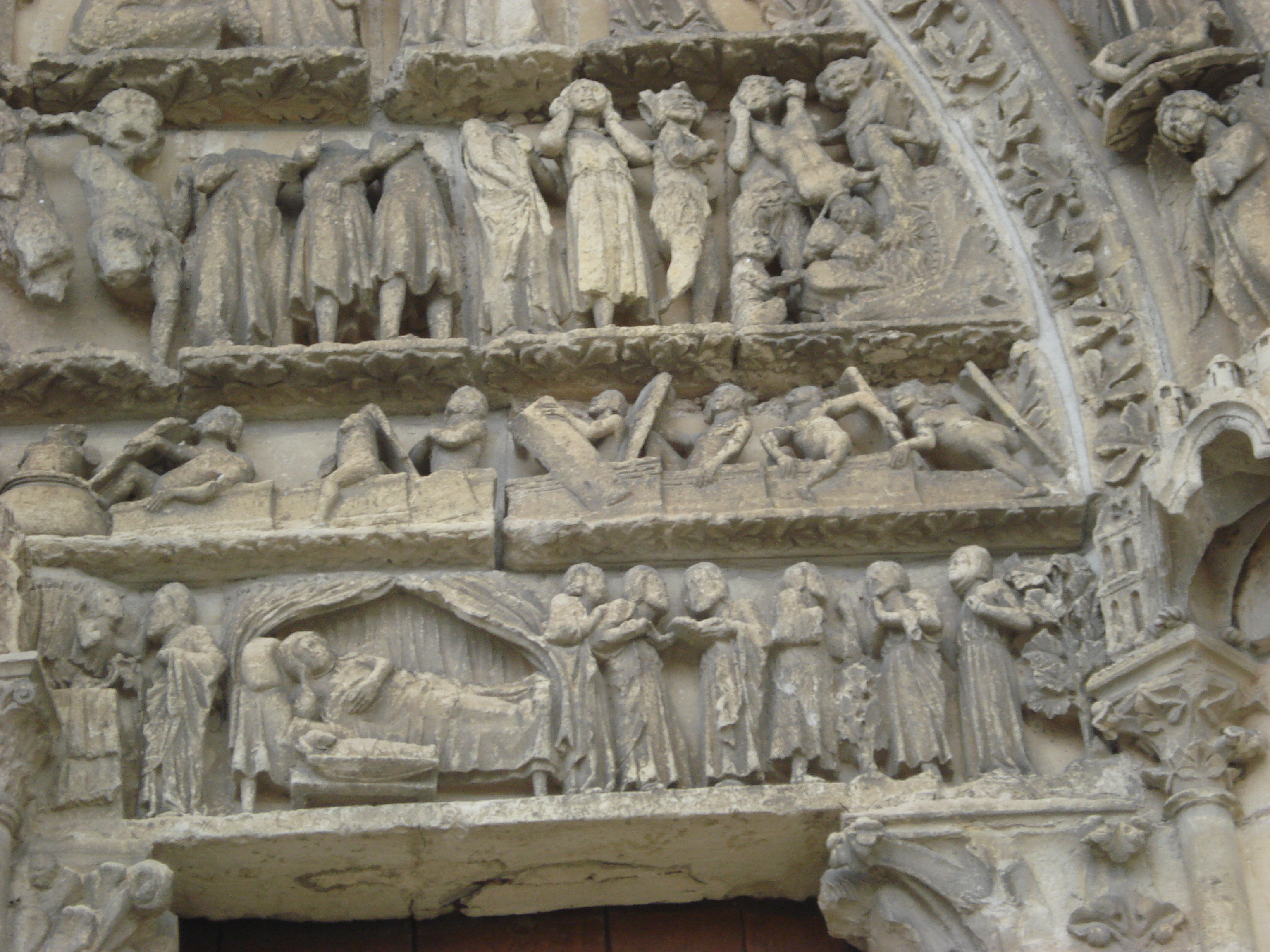
Tympan central, moitié droite.
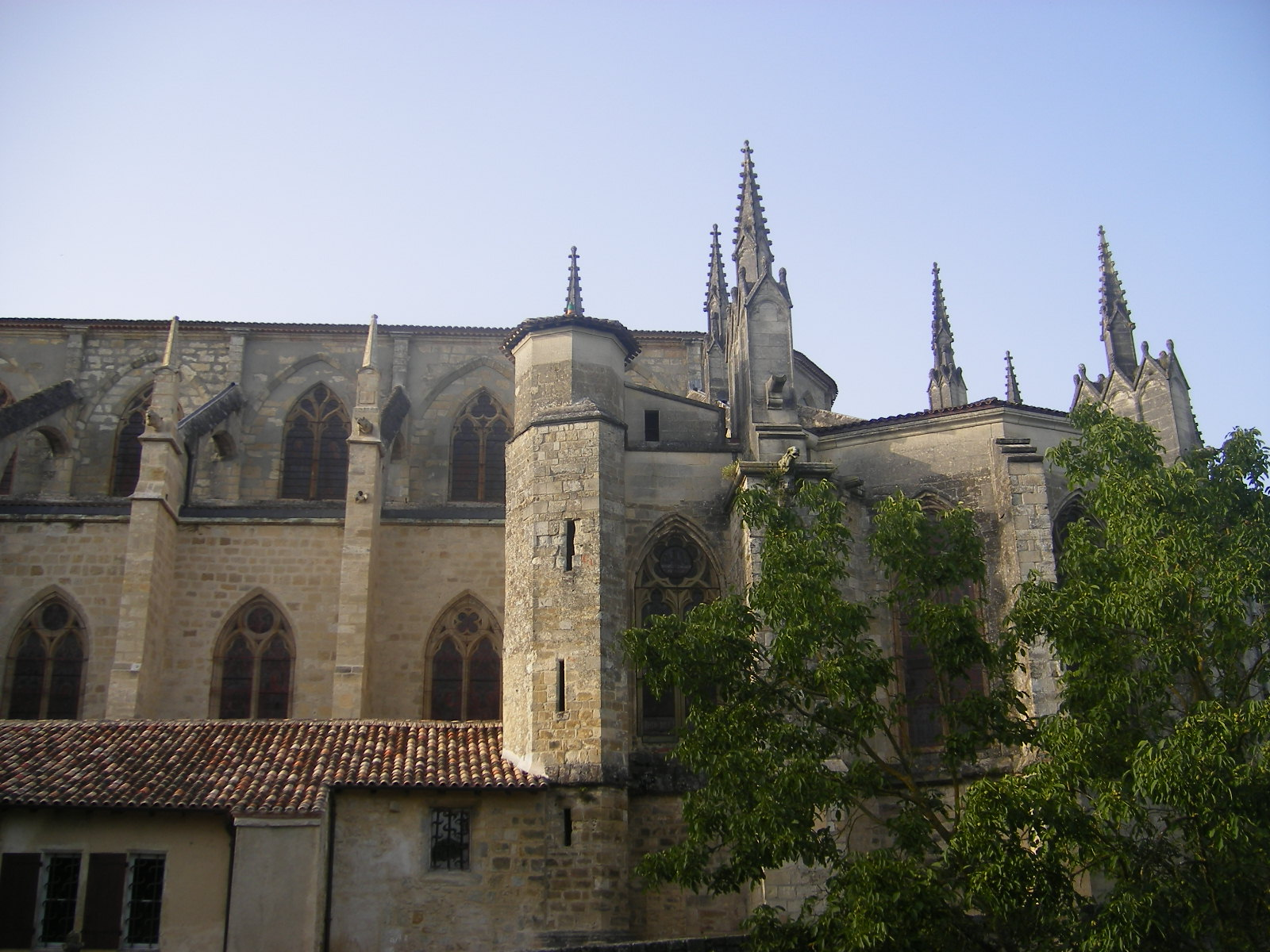
Chevet vu de côté.
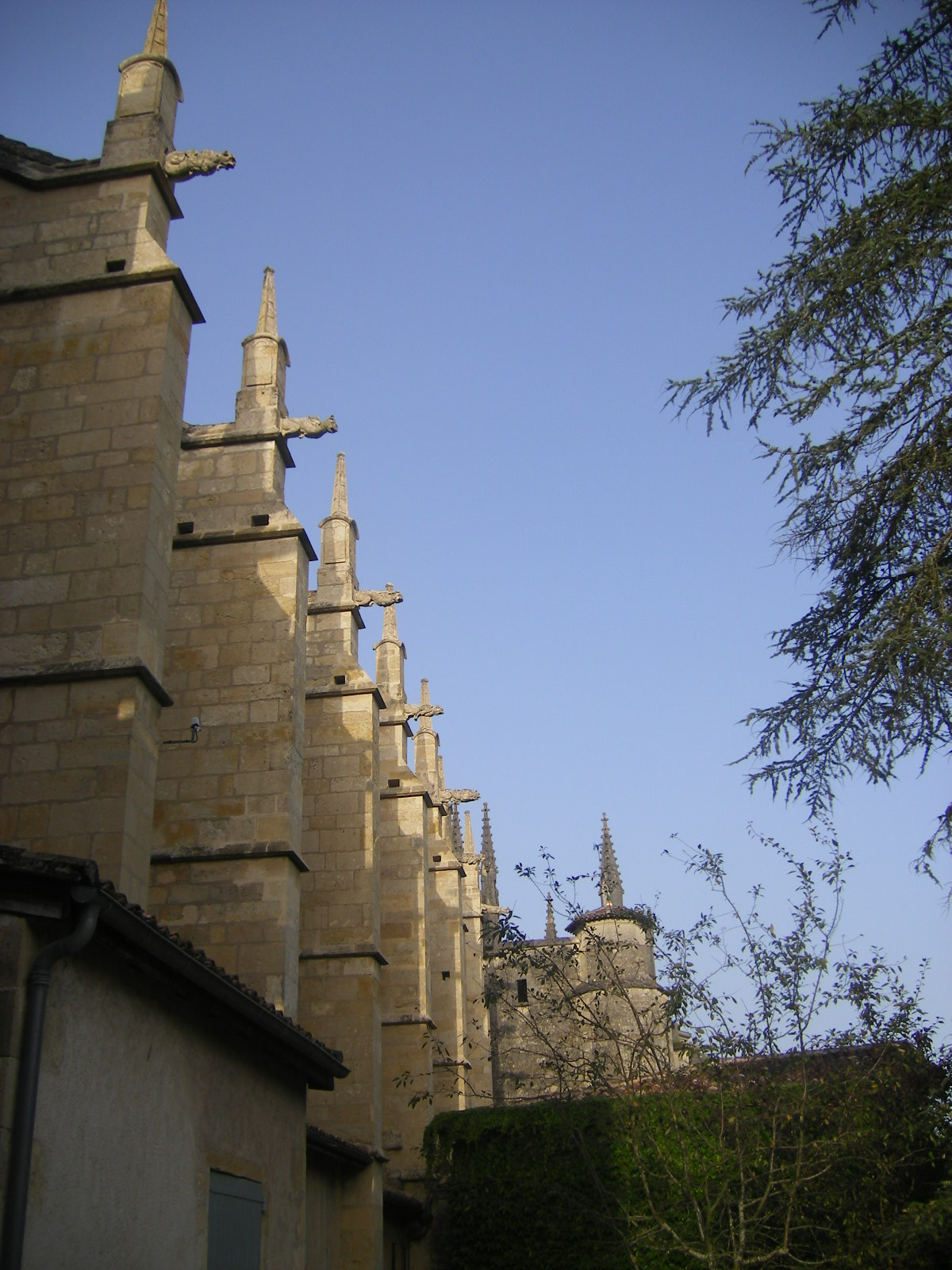
Gargouilles.
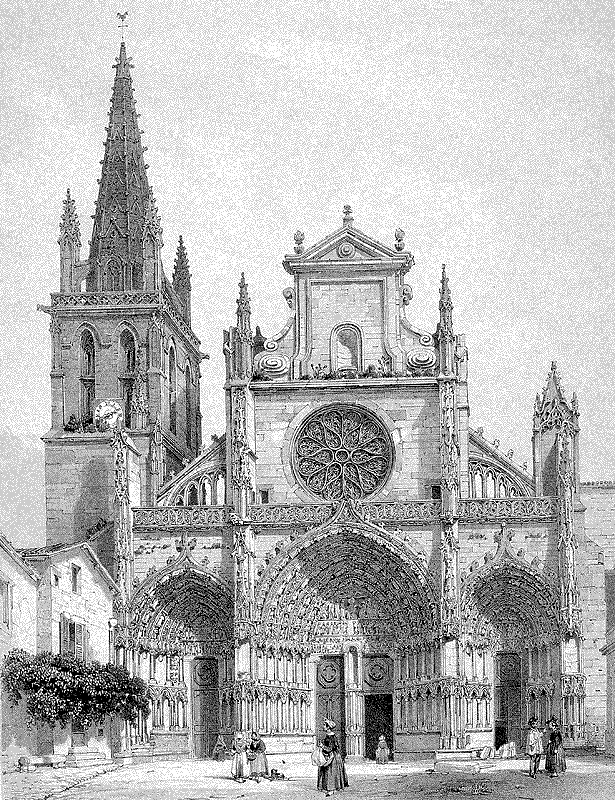
Gravure de Léo Drouyn (1844).
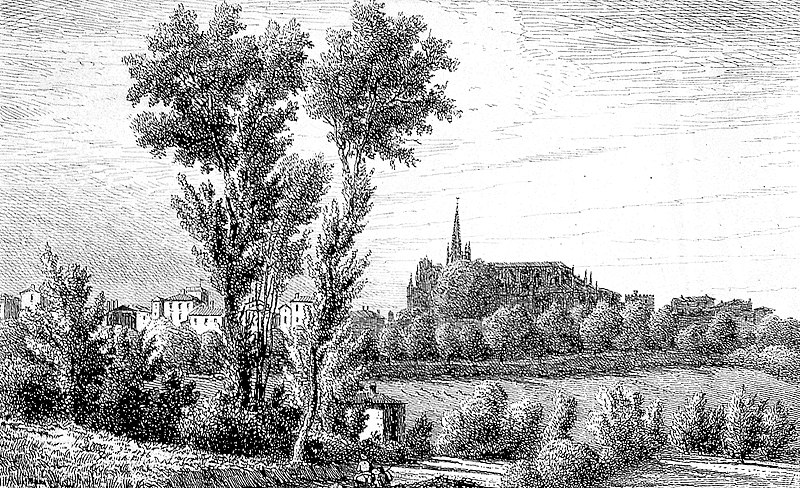
Gravure de Léo Drouyn (1846).
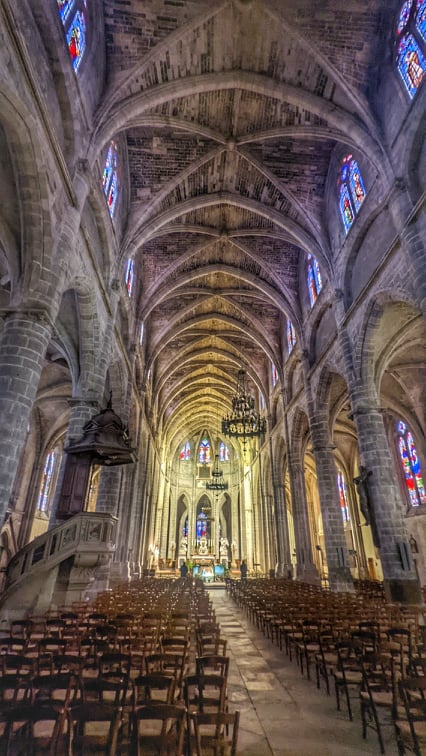
La nef.
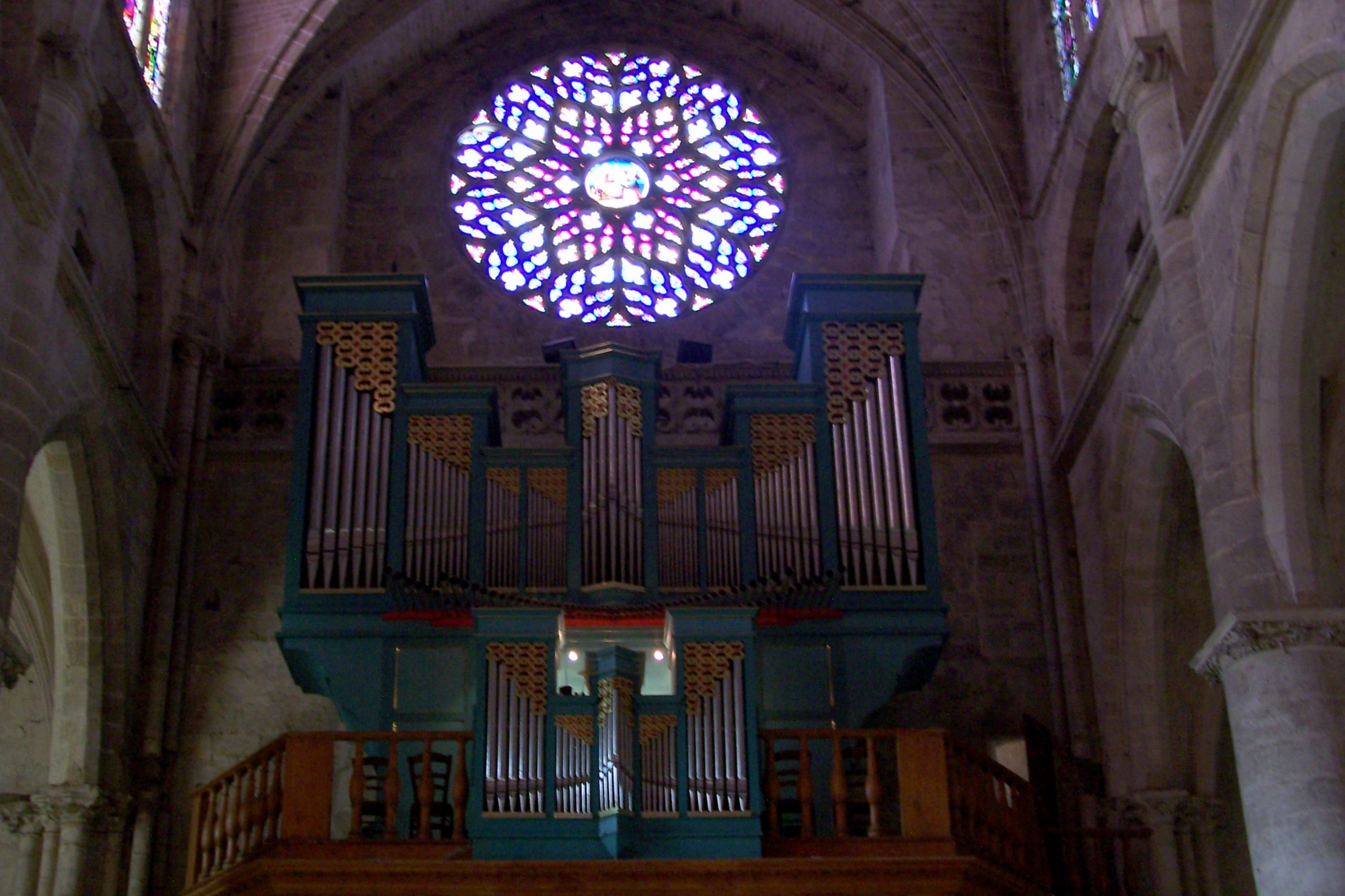
L'orgue et la rosace.
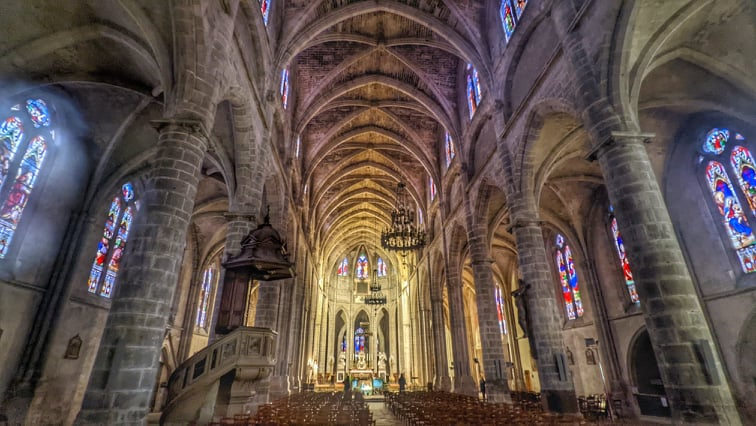
La nef.
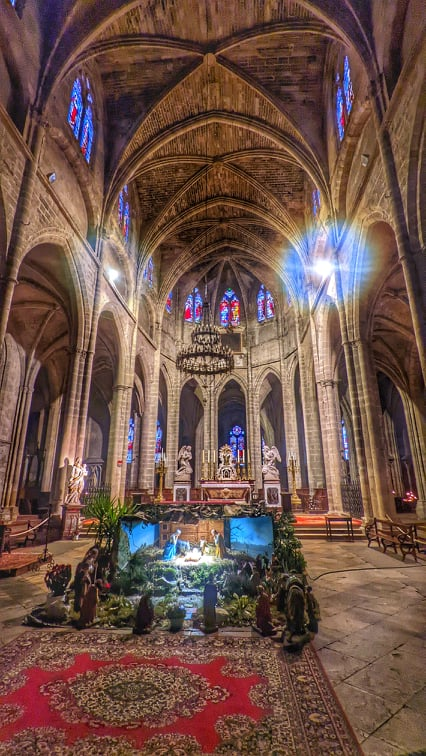
Le chœur.
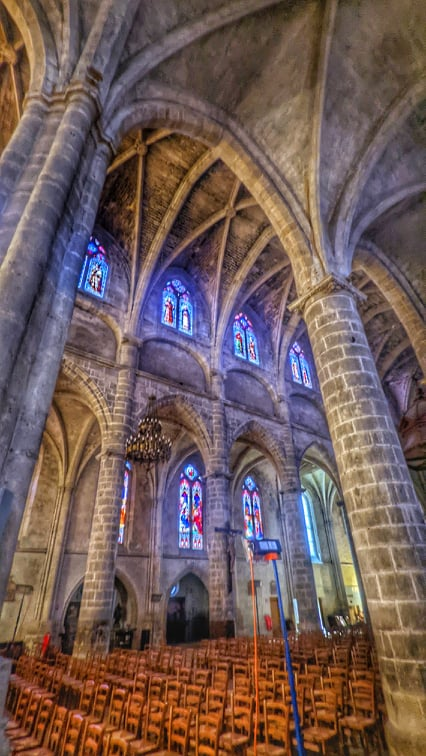
La nef.